# Walther L. Fournier

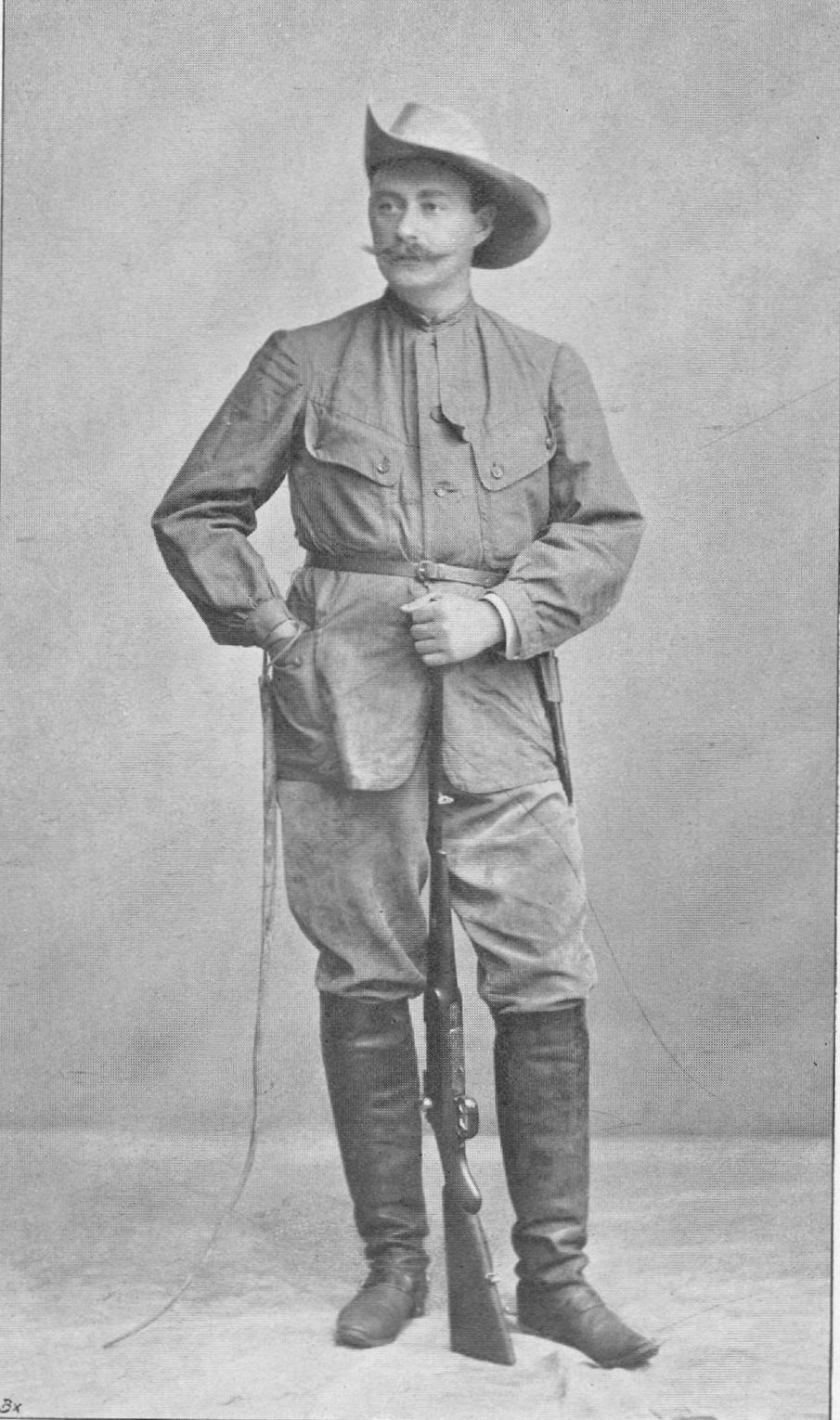

Walther L. Fournier (* 24. November 1869 auf Gut Baudach, Kreis Crossen an der Oder; † 9. März 1943 auf Rittergut Tammendorf) war ein deutscher Jagdschriftsteller.

## Leben
Fournier wurde als zweiter von drei Söhnen des Gutsbesitzers und Ritterschaftsrats Wilhelm Fournier (1831–1902) und dessen Ehefrau Rose, geb. Gützlaff geboren. Er wuchs auf dem väterlichen Gut in Baudach auf.
Er wurde zunächst mit seinen Geschwistern zuhause unterrichtet. Später besuchte er aufgrund seiner Unangepasstheit sechs verschiedene Gymnasien, unter anderem das in Guben.
Nach bestandenem Abitur trat er in ein Ulanenregiment als Junker ein. Monate später trat er als wohlbestallter Fähnrich in die Kriegsschule in Anklam ein. Aufgrund von Vorkommnissen wurde er aus dem Dienst entlassen.
Walther L. Fournier sprach vier Sprachen.
Reisen führten den passionierten Jäger 1896/97 nach Westafrika (Kamerun, Angola), Südafrika und Südwestafrika. 1901 unternahm er eine weitere Reise nach Südwestafrika.
Während der Jagd in Hirschbrunft 1914 in seinem Revier in der Máramaros erlebte er den dortigen russischen Einfall in die Bukowina und das Komitat Máramaros hautnah und flüchtete zurück nach Berlin.
Im Ersten Weltkrieg diente er zunächst ein Jahr als Kompanieführer einer 500 Mann starken Armierungskompanie (Schipper genannt) die aus dem Landsturm in Berlin rekrutiert war und später als Offizier in einer Feldluftschiffer-Abteilung.
Weitere Einsätze hatte er in Polen und Frankreich (Schlacht um Verdun und an der wolhynischen Front, Herbstschlacht in der Champagne).
1917 erbte er das Rittergut Tammendorf von seinem Neffen, nachdem dieser in Flandern viel und sein älterer Bruder bereits 1914 gefallen war.
Nachdem er 1917 aufgrund einseitiger Schwerhörigkeit aus dem Frontdienst entlassen und zur Presseamt der Luftstreitkräfte nach Berlin, später in die Ersatzabteilung nach Mannheim versetzt wurde, schied er aus dem aktiven Kriegsdienst im Rang eines Oberst aus und lebte er als Landwirt und Jagdschriftsteller auf dem besagten Rittergut bis zu seinem Tode.
Er verfasste von 1895 bis 1963 über 100 Beiträge in der Zeitschrift Jagd und Hund und mehrere Bücher, teilweise unter dem Pseudonym Wilder Jäger.
Seine Lebensmittelpunkt war die Jagd.
Die aufgrund seiner Ländereien notwendige Landwirtschaft betrieb er nur widerwillig. Forstwirtschaft betrieb er mit großer Passion.
Er verkaufte seinen gesamten Landbesitz 1936/37 an Siedler aus dem Warthegau und aus dem Gebiet um Wandern.

„Meines langen Lebens Inhalt war die Jagd, voll und ganz habe ich mich ihr in die Arme geworfen, und in ihr restlos den Becher der Freude geleert.“

Walther L. Fournier war in erster Ehe seit 1903 mit Therese, geb. Hertzberg verheiratet.
Therese war eine Gutsbesitzertochter aus dem Weichsel-Kreis Graudenz (Westpreußen). Aus der Ehe gingen seine zwei Kinder Waltraut und Hubertus hervor.
Aus seiner zweiten Ehe, die er 1933 in London mit Johanna, geb. Hintze einging, gingen zwei Töchter hervor. Sie war für damalige Verhältnisse eine ungewohnt junge Frau, die fast 40 Jahre jünger war als er.
Johanna starb 1945 unter grausamen Umständen durch die Sowjetarmee.

## Werke
- Auf der Birsch. Brüche aus meinem Jägerleben (Berlin 1896)
- Auf flüchtigem Jagdroß in Deutsch-Südwest-Afrika. Jagd- und Reisebilder vom „Wilden Jäger“ (Berlin 1902; 2. Aufl. 1919, ND Börgerende-Rethwisch 2005)
- Mein Jagdrevier. Winke aus der Praxis und für die Praxis. Für Jagdherren, Besitzer wie Pächter, und zu Nutz und Frommen von Wild, Wald und Weidwerk (Halensee-Berlin 1908; 4. Aufl. 1919; ND 2006)
- Auf grünem Rasen: Im grünen Wald; Am grünen Tisch.  Renn-, Jagd- und Jeugeschichten für Jagdherren, Besitzer wie Pächter (Halensee-Berlin 1912, 3. Aufl. 1919)
- Von schönen Frauen, starken Hirschen und anderem jagdbaren Wild (Halensee-Berlin 1913; ND 2006)
- Gelebt, Geliebt, Gejagt, Gelacht (1913; ND Sulzberg/Allgäu: Jagd- und Kulturverlag, 2005)
- O du mein Monte Carlo! (Berlin 1913)
- Am Lagerfeuer. Jagdliche Mixed Pickles aus zwei Welten (Schwerin 1913; ND 2005)
- Auf vier Kriegsschauplätzen (Berlin 1917; ND 2006)
- Die Brunfthexe. Ein Jagdhistörchen aus den Karpathen (Leipzig 1921)
- Ein Vierteljahrhundert auf der Hirschfährte (Leipzig 1921; ND 2006)
- Geschichten und Erlebnisse vom wilden Jäger. Sammelband in 4 Teilen. Vom „Wilden Jäger“ (1921)
- Vom Jagen, Trinken und Lieben. Erinnerungen aus meinem Jägerleben (Leipzig 1924)
- Wald, Wild, Weidwerk. Erfahrungen und Erinnerungen eines Jägers (Leipzig 1933)
- Jagdfahrten mit Auto und Büchse (Leipzig 1933)